# 上野雄一
上野 雄一（うえの ゆういち）は、日本の地方公務員、技術士、防災士、地すべり防止工事士。東京都都市整備局長や、東京都技監、東京都職員信用組合理事長を経て、豊島区副区長。

## 人物・経歴
埼玉県出身。1986年千葉大学大学院工学研究科修了、東京都入庁、都市計画局防災計画部防災計画課。品川区まちづくり事業部都市開発課長兼品川区都市景観ガイドプラン策定庁内連絡会委員等を経て、2009年東京都都市整備局都市づくり政策部開発計画推進担当課長（統括課長）。
2010年東京都都市整備局都市づくり政策部土地利用計画課長（統括課長）。2011年東京都都市整備局再編利活用推進担当部長。2013年東京都都市整備局市街地建築部長。同年東京都都市整備局都営住宅経営部長。2014年東京都都市整備局都市づくり政策部長。
2016年東京都都市整備局技監兼東京都オリンピック・パラリンピック準備局技監。2017年東京都都市整備局技監。2020年東京都技監兼東京都都市整備局長、首都圏新都市鉄道取締役、東京臨海高速鉄道取締役、多摩都市モノレール取締役、東京都技術会議座長、関越自動車道整備促進同盟会副会長。
2022年東京都職員信用組合理事長。2023年豊島区副区長。日本建築センター評議員、斜面防災対策技術協会関東支部長等も歴任した。技術士（建設、総合技術監理）、RMO認定災害コーディネーター、地すべり防止工事士、防災士。